# Olive Bloomer
Olive Bloomer, död 11 maj 2008, var en brittisk feminist.
Hon var ordförande för International Alliance of Women 1979–1989.